# The Best of King - Love & Pride
The Best of King - Love & Pride è una raccolta del gruppo musicale britannico new wave anni ottanta King, pubblicata nel 1998, a dieci anni esatti di distanza dall'ultimo singolo realizzato dal cantante Paul King come solista, Smug and Irritating del 1988.
La collection comprende i più grandi successi della band (5 singoli UK Top 40), le stand-out track degli album, tre lati B, all'epoca inediti (Don't Stop, Crazy Party e Groovin' with the Kings) e non inclusi negli unici due lavori a 33 giri della band (il long playing d'esordio Steps in Time, e il secondo e ultimo album di studio Bitter Sweet, entrambi dischi d'oro nel Regno Unito), nonché tre remix di tre dei cinque singoli pubblicati in totale, Love & Pride (Body & Soul Mix), Won't You Hold My Hand Now (Heavy Times Mix) e il popolare The Taste of Your Tears (Breaker Heart Mix), quest'ultimo già inserito nella originaria versione in cassetta - e nella recente ristampa rimasterizzata in CD - del secondo album.
Tutti i singoli, comunque, compaiono nella tracklisting anche in versione originale: si tratta dei due Top Ten Love & Pride e Alone without You (rispettivamente, #2 e #8), del Top 20 The Taste of Your Tears (#11) e dei due Top 30 Torture e Won't You Hold My Hand Now (#23 e #24, rispettivamente). Tra le altre tracce tratte dagli album, figurano qui: Fish, Trouble, I Kissed the Spikey Fridge e Soul on My Boots (specie di inno dei King/Paul King, dato che i membri della band, soprattutto il cantante, erano piuttosto famosi all'epoca per il particolare look new wave, che comprendeva i tipici anfibi Dr. Martens verniciati di spray colorato - il titolo significa, appunto, «l'anima sopra agli anfibi»), tutte incluse sul disco d'esordio; e I Cringed, I Died, I Felt Hot e These Things (piccolo capolavoro - di cui esiste anche una reprise, più breve e più lenta, solo sul CD - scritto a quattro mani con il tastierista dei King, Mike Roberts; già coautore con Paul del più grande successo in assoluto della band, la Numero 2 britannica Love & Pride, Mike collaborerà anche su un pezzo solista di Paul, Star), entrambe riproposte dal secondo LP.
I King sono stati attivi come gruppo per un paio d'anni appena, tra 1984 e 1986. Dopo il loro scioglimento, il cantante e musicista Paul King (dal cui cognome anagrafico deriva il nome della band) ha intrapreso una breve e sfortunata carriera solista, che l'ha visto pubblicare un unico album pop rock, Joy, prima di cambiare percorso professionale, diventando VJ, prima per MTV e poi per VH1, e dopo, più genericamente, presentatore televisivo, anche se le sue presenze in TV sono andate sempre più diminuendo, dal 1988 a oggi. Nonostante Paul, al di fuori della band che porta il suo nome, venga ormai maggiormente ricordato per uno spot pubblicitario dedicato alle compilation anni ottanta, come artista solista ha ottenuto una hit minore, I Know (tratta dal suo unico long playing), che ha raggiunto il #58 in Gran Bretagna, nel 1987, anch'essa inserita in questa raccolta celebrativa dei King.

## Tracce
1. Love & Pride - 3:20 (da Steps in Time - 1984)
2. Don't Stop - 3:29 (bonus track da Steps in Time MC - 1984)
3. Won't You Hold My Hand Now - 3:12 (da Steps in Time - 1984)
4. Fish - 5:12 (da Steps in Time - 1984)
5. Trouble - 4:02 (da Steps in Time - 1984)
6. Soul on My Boots - 3:37 (da Steps in Time - 1984)
7. I Kissed the Spikey Fridge - 4:05 (da Steps in Time - 1984)
8. Alone without You - 3:34 (da Bitter Sweet - 1985)
9. Crazy Party - 3:25 (lato B non incluso su nessun album - 1985)
10. The Taste of Your Tears - 4:03 (da Bitter Sweet - 1985)
11. I Cringed, I Died, I Felt Hot - 4:56 (da Bitter Sweet - 1985)
12. These Things - 2:29 (da Bitter Sweet - 1985)
13. Torture - 3:37 (da Bitter Sweet - 1985)
14. Groovin' with the Kings - 3:30 (lato B non incluso su nessun album - 1985)
15. I Know - 3:37 (da Joy, album solista di Paul King - 1987)
16. Love & Pride (Body & Soul Mix) - 5:28 (bonus track da Steps in Time MC - 1984)
17. Won't You Hold My Hand Now (Heavy Times Mix) - 7:50 (bonus track da Steps in Time MC - 1984)
18. The Taste of Your Tears (Breaker Heart Mix) - 6:24 (da Bitter Sweet MC - 1985)

## Credits
- Vedi i due album del gruppo dei King:
  - Steps in Time (1984);
  - Bitter Sweet (1985).
- Vedi l'album solista di Paul King:
  - Joy (1987).